# 청목초등학교
청목초등학교는 대한민국 경기도 화성시에 있는 공립 초등학교이다.

## 연혁
- 2015. 05. 목리초등학교 설립인가
- 2015. 06. 30 목리초등학교 6학급 개교, 병설유치원 3학급 개원
- 2015. 06. 30 초대 신기석 교장 취임
- 2015. 06. 30 초등학교 6학급 편성
- 2015. 08. 21 초등학교 19학급 편성
- 2015. 09. 08 초등학교 25학급 편성
- 2016. 03. 01 청목초등학교로 교명 변경

## 학교 상징
- 교화 - 라일락 : 협동, 단결, 내면의 아름다움
- 교목 - 느티나무 : 굳센 의지, 밝고 슬기로움